# 能代市立二ツ井中学校
能代市立二ツ井中学校（のしろしりつ ふたついちゅうがっこう）は、秋田県能代市二ツ井町字下野に所在する公立中学校である。

## 沿革
1969年（昭和44年）、二ツ井町内6中学校（二ツ井、富根、種梅、響、天神、田代）を統合し、二ツ井町立二ツ井中学校として創設。2006年（平成18年）、二ツ井町と能代市（旧）が合併し能代市（新）が誕生したのに伴い、能代市立二ツ井中学校に改称。2019年（平成31/令和元年）、創立50周年を迎えた。

### 年表
以下、注釈の無い項目は学校の公式サイト及び創立50周年記念誌の情報によるもの。
- 1969年（昭和44年）- 町内6中学校を統合して二ツ井町立二ツ井中学校創設（名目統合、当初は各前身中学校の校舎で授業を行った）。
- 1970年（昭和45年）- 6校舎統一入学式を二ツ井校舎（旧二ツ井中学校校舎）で挙行。
- 1972年（昭和47年）
  - 新校舎落成に伴い、実質統合。
  - 昭和47年7月豪雨により新校舎1階が浸水。
- 1979年（昭和54年）- 学校給食を開始。
- 1983年（昭和58年）- 日本海中部地震により校舎が一部破損。
- 1991年（平成3年）- 校舎大規模改修工事に着手。以降、1994年（平成6年）まで継続。
- 1997年（平成9年）- 二ツ井中学校同窓会が設立。
- 2006年（平成18年）- 市町村合併に伴い、能代市立二ツ井中学校に改称。
- 2008年（平成20年）- 旧二ツ井町内4小学校（二ツ井、富根、切石、仁鮒）の統合に伴い、能代市立二ツ井小学校が開校[4]。
- 2009年（平成21年）- 創立40周年に当たり、由紀さおり・安田祥子を招き、手作り学校コンサートを開催。
- 2010年（平成22年）- 二ツ井小学校内に二ツ井共同調理場が完成したことにより、敷地内に所在していた給食調理場が移転。
- 2019年（平成31/令和元年）- 創立50周年記念式典を挙行。同窓生の塚本タカセ・藤田ゆうみんを招き、記念コンサートを開催。

## 校訓
体育館ステージ上方に掲額されているほか、校舎前庭に3校訓が刻まれた石碑が建立されている。

## 校歌・応援歌
- 校歌（作詞：竹内瑛二郎、作曲：石井歓）

- 応援歌
  - 高丘山
  - 二ツ井健児
  - 常勝
  - 壮行歌

歌詞などは学校の公式サイトを参照。

## 部活動

### 運動部
- 軟式野球
- 男子ソフトテニス
- 女子ソフトテニス
- 柔道
- 女子バレーボール
- 男子バスケットボール
- 女子バスケットボール
- 陸上競技

### 文化部
- 吹奏楽
- 学芸

## 通学区域
能代市のうち、旧二ツ井町全域が通学区域となっている。なお、2022年（令和4年）4月現在、入学生徒のほとんどが能代市立二ツ井小学校を経て入学している（理由は前述）。

## 学区内の主な施設
- 秋田県立能代高等学校二ツ井キャンパス
- JR二ツ井駅
- きみまち阪県立自然公園
- 岩関神社
- 天神山清徳寺
- 鎧神社
- 能代市役所二ツ井庁舎
- 能代市立二ツ井図書館
- 能代市二ツ井公民館

## 交通
- 東日本旅客鉄道（JR東日本）二ツ井駅から徒歩10分。
- 秋北バス「中学校前」バス停から徒歩すぐ。
- 二ツ井コミュニティバス「中学校前」バス停から徒歩すぐ。